# Strachovičky
Strachovičky (niem.  Strachwitzthal) – wieś, część gminy Velké Kunětice, położona w kraju ołomunieckim, w powiecie Jesionik, w Czechach.